# Анегем
Анегем (англ. Anegam) — переписна місцевість (CDP) в США, в окрузі Піма штату Аризона. Населення — 149 осіб (2020).

## Географія
Анегем розташований за координатами 32°22′27″ пн. ш. 112°2′6″ зх. д. / 32.37417° пн. ш. 112.03500° зх. д. (32.374193, -112.034963). За даними Бюро перепису населення США в 2010 році переписна місцевість мала площу 5,99 км², уся площа — суходіл.

## Демографія
Згідно з переписом 2010 року, у переписній місцевості мешкала 151 особа в 38 домогосподарствах у складі 28 родин. Густота населення становила 25 осіб/км². Було 43 помешкання (7/км²).
Расовий склад населення:
| - 98,7 % — корінних американців |

До двох чи більше рас належало 1,3 %. Частка іспаномовних становила 4,6 % від усіх жителів.
За віковим діапазоном населення розподілялося таким чином: 37,1 % — особи молодші 18 років, 53,0 % — особи у віці 18—64 років, 9,9 % — особи у віці 65 років та старші. Медіана віку мешканця становила 25,1 року. На 100 осіб жіночої статі у переписній місцевості припадало 91,1 чоловіків; на 100 жінок у віці від 18 років та старших — 69,6 чоловіків також старших 18 років.
За межею бідності перебувало 49,4 % осіб, у тому числі 71,4 % дітей у віці до 18 років та 100,0 % осіб у віці 65 років та старших.
Цивільне працевлаштоване населення становило 32 особи. Основні галузі зайнятості: публічна адміністрація — 56,3 %, освіта, охорона здоров'я та соціальна допомога — 31,3 %, науковці, спеціалісти, менеджери — 12,5 %.